# Attila Molnar (piłkarz)
Attila Molnar (ur. w 1897 w Klużu, zm. ?) – rumuński piłkarz, jednokrotny reprezentant Rumunii. Jedyny występ w kadrze był na Igrzyskach Olimpijskich 1924 przeciwko reprezentacji Holandii.